# SQL:2011
SQL:2011 ou ISO/CEI 9075:2011 (sous le nom "Information technology – Database languages – SQL") est la septième révision de la norme du Langage de requête de Base de données SQL par l'ISO (1987) et l'ANSI (1986). Il remplace la version précédente, SQL:2008, et a été officiellement adoptée le 15 décembre 2011.
Cette norme définit le SQL, c'est-à-dire la définition d'une structure de données et les opérations qui peuvent être effectuées sur les données stockées dans cette structure. Elle englobe les exigences minimales du langage, et d'autres parties définissent des extensions.

## Ajouts notables
Voici quelques ajouts notables apportés par la norme SQL:2011 :
- Des extensions au mot-clé WINDOW telles que NTILE, LEAD, LAG, FIRST_VALUE, LAST_VALUE, NTH_VALUE, GROUPS
- La possibilité d'utiliser un INSERT, UPDATE, DELETE, ou MERGE comme table dérivée
- L'apparition de paramètres nommés lors d'une instruction CALL, avec ou sans valeur par défaut
- De nouvelles fonctionnalités pour mieux gérer la pagination des résultats

## Documentation
La norme SQL n'est pas distribuée gratuitement. La norme complète peut être achetée auprès de l'ISO.

## Parties
La norme est découpée selon les parties suivantes:
- ISO/CEI 9075-1:2011 Framework
- ISO/CEI 9075-2:2011 Foundation
- ISO/CEI 9075-3:2008 Call-Level Interface
- ISO/CEI 9075-4:2011 Persistent Stored Modules
- ISO/CEI 9075-9:2008 Management of External Data
- ISO/CEI 9075-10:2008 Object Language Bindings
- ISO/CEI 9075-11:2011 Information and Definition Schemas
- ISO/CEI 9075-13:2008 SQL Routines and Types Using the Java Programming Language
- ISO/CEI 9075-14:2011 XML-Related Specifications

La partie la plus importante est la partie 2, qui est aussi la plus longue avec 1470 pages, soit 100 pages de plus que pour SQL:2008. Les parties manquantes sont des parties qui ont été retirées pour diverses raisons, lorsqu'un numéro de partie est utilisé il n'est plus réutilisé.